# Psiadia callocephala
Psiadia callocephala là một loài thực vật có hoa trong họ Cúc. Loài này được Cordem. miêu tả khoa học đầu tiên.